# Wolspinner
De wolspinner (Eriogaster lanestris) is een vlinder uit de familie Lasiocampidae (spinners). De voorvleugellengte bedraagt tussen de 15 en 21 millimeter. De soort komt verspreid van Europa tot het stroomgebied van de Amoer voor. Hij overwintert als pop, vaak meerdere jaren.

## Waardplanten
De wolspinner heeft als waardplanten sleedoorn en meidoorn. De rupsen leven in een groep in en rond spinsels.

## Voorkomen in Nederland en België
De wolspinner is in Nederland voor het laatst in 1957 waargenomen. In België het een zeer zeldzame en achteruitgaande soort uit de zuidelijke provincies. De vlinder kent één generatie, die vliegt in maart en april. Soms zijn er ook waarnemingen uit het najaar.

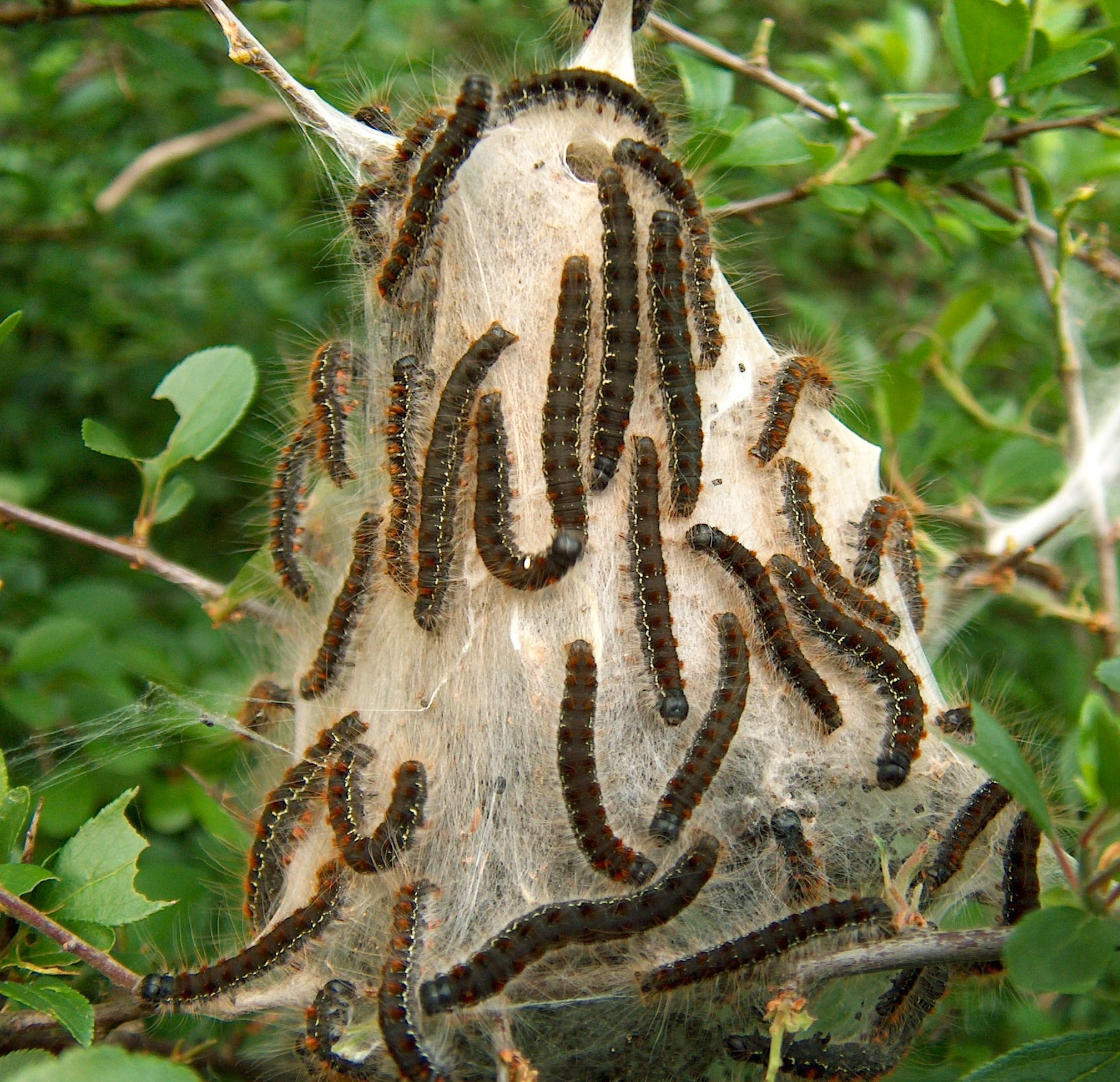
Rupsennest